# Sammamish
Sammamish è una città di 45.780 abitanti degli Stati Uniti d'America, situata nella Contea di King, nello Stato di Washington.